# Хрульово (Івановська область)
Хрульово (рос. Хрулёво) — присілок в Палехському районі Івановської області Російської Федерації.
Населення становить 16 осіб. Входить до складу муніципального утворення Раменське сільське поселення.

## Історія
Від 2005 року входить до складу муніципального утворення Раменське сільське поселення.

## Населення
| 1859 | 1905 | 2010 |
| ---- | ---- | ---- |
| 85   | ↘72  | ↘16  |